# William Henry Fitton
William Henry Fitton (Dublim, 24 de janeiro de 1780 — Londres, 13 de maio de 1861) foi um geólogo britânico de origem irlandesa.
Foi laureado com a Medalha Wollaston de 1852, concedida pela Sociedade Geológica de Londres.